# 維赫倫峰 (保加利亞)

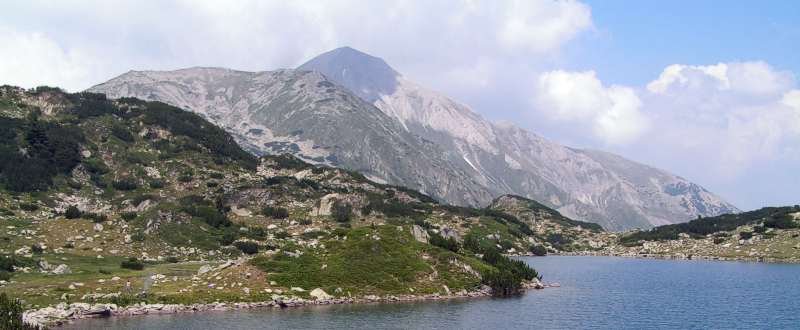
維赫倫峰遠景

維赫倫峰，海拔2,914公尺，位於保加利亞西南部皮林國家公園內，是皮林山的最高點，僅次於穆薩拉峰的保加利亞第二高峰，又是僅次於希臘奧林匹斯山的巴爾幹半島第三高峰。
南設得蘭群島中的利文斯頓島上的維赫倫峰和桑丹斯基維赫倫足球俱樂部皆以此山為名。